# غيل جودوين
غيل غادوين (بالإنجليزية: Gail Godwin)‏ (المولودة في 18 يونيو 1937): هي روائية أمريكية وكاتبة قصص قصيرة. كتبت غادوين 14 رواية، ومجموعتين من القصص القصيرة، وثلاثة كتب واقعية، وعشرة نصوص أوبرالية. شكّلت رواياتها بشكل أساسي أهم إنجازاتها الأدبية التي تضمنت خمسة من أكثر الكتب مبيعاً، وثلاثة وصلت للدور النهائي في مسابقة الكتاب الوطني. تشكّل روايات الخيال الواقعي الجزء الأكبر من كتبها التابعة التطورَ الفكري والنفسي للشخصية، وغالباً ما ترتكز على مواضيع مأخوذة من حياتها الشخصية.
وُلدت غادوين في برمنغهام، ألاباما، لكنها ترعرعت أغلب الوقت في آشفيل في كارولينا الشمالية مع أمها وجدتها. تبنت اهتمام والدتها بالكتابة في سن مبكر، وحصلت على درجة البكالوريوس في الصحافة من جامعة كارولينا الشمالية في تشابل هيل. عملت لفترة قصيرة بعد التخرج مراسلة صحفية في صحيفة ميامي هيرالد، ثم سافرت إلى أوروبا وعملت في خدمات السفر الأمريكية التي تديرها سفارة الولايات المتحدة الأمريكية في لندن. عادت إلى الولايات المتحدة الأمريكية بعد ست سنوات. درست غادوين اللغة الإنجليزية في جامعة أيوا، في حين حصلت على درجة الماجستير عام 1968 وعلى درجة الدكتوراه عام 1971 في الأدب الإنجليزي.
شكّلت أطروحة غادوين الجامعية أوّل رواية لها بعنوان «الكمال» أو «بيرفشكشن». أصبحت كاتبة ناجحة ومؤلفة لثلاثة كتب بحلول عام 1976. توسعت قاعدتها الجماهيرية ولاقت الاستحسان نتيجة كتابين ألّفتهما في ثمانينيات القرن الماضي (أم وابنتان عام 1982، عائلة جنوبية عام 1987) . وبعد رواية (فينيشينغ سكول) عام 1984 انخفض عدد قرائها بشكل كبير حتى عام 2006، عندما نشرت ملكة العالم السفلي. وفي عام 2013 أصبحت رواية ( فلورا) واحدة من أنجح الروايات تجارياً.

## النشأة والعائلة

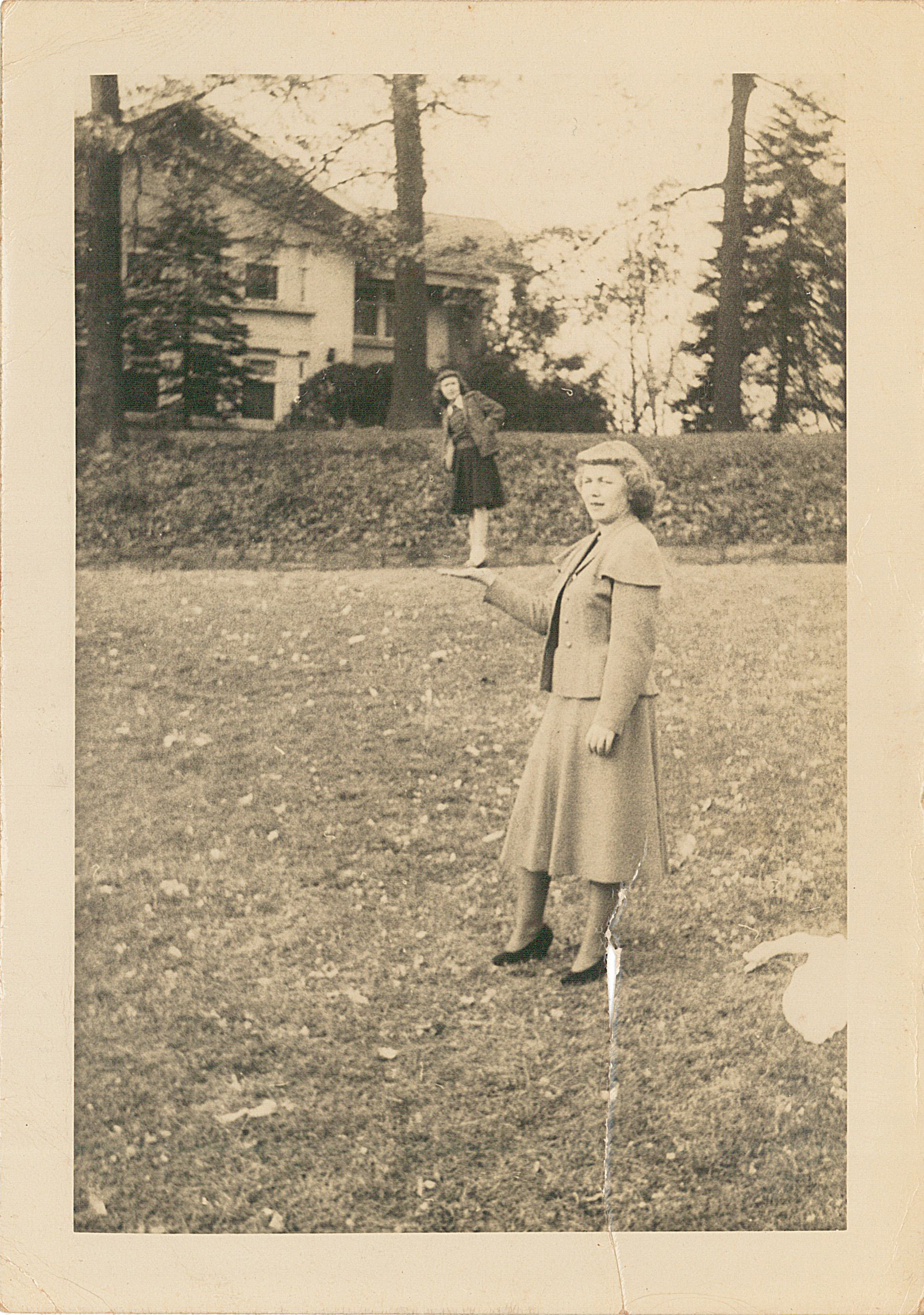
غيل جودوين في الثالثة عشر من عمرها مع والدتها، التي كان لها تأثير قوي على اهتمامها بالكتابة.

وُلدت غيل غادوين في 18 يونيو 1937 في برمنغهام، ألاباما. كلا والداها كاثلين كرايبنول وموس وينستون غادوين من كارولينا الشمالية. ولكنهما كانا في زيارة عند أبناء عمهما عندما وُلدت غادوين. تطلق والدا غادوين بعد ولادتها بعامين. انتقلت غيل ووالدتها بعد الانفصال للعيش مع جدتها وجدها في دورهام، في كارولينا الشمالية. ثم انتقلوا مجدداً إلى ويفرفل في كارولينا الشمالية ثم إلى آشفيل. توفي جدها عام 1939. وهكذا ترعرعت غادوين مع جدتها وأمها في آشفيل حيث عاشوا هناك حتى العام 1948.
لعبت جدة غادوين الدور التقليدي للأم، في التنظيف والطبخ والخياطة، بينما لعبت والدتها دور المعيلة للعائلة. حصلت والدة غودوين على درجة البكالوريوس والماجستير من جامعة كارولينا الشمالية في تشابل هيل. درست اللغة الإنجليزية في الكلية صباحاً، وعملت مراسلةً لصحيفة آشفيل سيتزن تايمز المحلية في المساء. عملت في نهاية الأسبوع في كتابة قصص الحب للمجلات في نيويورك. وحسب قول غادوين، فقد لعبت نشأتها مع اثنين من الأوصياء الإناث دوراً مؤثراً في كتاباتها وفي قرارها في أن تصبح كاتبة. بدأت في سن الخامسة التأثر بوظيفة والدتها (الكاتبة) أكثر من عمل جدتها، وقد كتبت قصتها الأولى في عمر تسعة سنوات بعنوان «أولي ميغينغل».
تزوجت والدتها من فرانك كول عام 1948، وهو محارب قديم في الحرب العالمية الثانية، وانتقلوا إلى فرجينيا. استلهمت غادوين من عزم والدتها على الكتابة خصوصاً بعد إنجابها لطفلٍ ثانٍ. حسب ما قالت غادوين، فقد قضت معظم وقتها أثناء نضوجها في غرفة الأخبار حيث عملت والدتها. وقد كانت شاهداً على رفض مسرحيات وروايات أمها. تخلق السيرة الذاتية لغادوين انطباعاً بأنّ أغلب أعمالها كانت إشارة لإكمال الأمور التي لم تستطع والدتها تحقيقها. ركّزت والدة غادوين على دورها ربة منزل وزوجة مع ازدياد راتب زوجها وتمكنه من إعالة العائلة، وفي النهاية لم تعد تكتب على الإطلاق.
عمل زوج والدتها بائعاً خلال مراحل مراهقتها الأخيرة، وتنقلت العائلة كثيراً. التحقت غادوين بالعديد من المدارس الثانوية المختلفة، بما في ذلك مدرسة البنات الكاثوليكية، ومدرسة القديس جينيفيف أوف ذا باينز. وقد أقنعها أستاذها المفضل في مدرسة القديس جينيفيف أوف ذا باينز على البدء بكتابة مذكراتها الشخصية. حسب قول غادوين فقد نشأت نشأة كنسية وتدربت في مدرسة الرهبان، وقد حضرت الصلوات في كنسية «ماري وجميع القديسين». وكتبت رواية قصيرة في سن المراهقة.
لم تكن هنالك علاقة تربط بين غادوين ووالدها، إلى أن تخرجت من الثانوية، وعرض لاحقاً دفع تكاليفها الجامعية، انتقلت في السنة الجامعية الأولى مع والدها، الذي انتحر لاحقاً في ذلك العام. انتحر عم غادوين وأخوها غير الشقيق أيضاً. توفيت والدتها في حادث سيارة عام 1989.
التحقت غادوين بكلية السلام في رالي، في كارولينا الشمالية بين عامي 1955 و 1957. ثم انتقلت إلى جامعة كارولينا الشمالية. وهناك حصلت على درجة البكالوريوس في الصحافة. عملت أثناء دراستها في الكلية على رواية (أذروايس فيرجنس) التي كتبتها أمها لكنها لم تتمكن من إيجاد ناشر لها. أرسلت دار النشر الأمريكية نوبف Knopf عام 1959 وكيلاً إلى جامعة كارولينا الشمالية لاستكشاف الكتّاب الشباب. قدمت غادوين جزءاً من روايتها (ويندي بيكس) للنظر فيها. تدور أحداث القصة حول الموظفين والضيوف في فندق في الجبال. رُفضت روايتها. عملت غادوين أيضاً نادلة في مايفيو مانور في بلوينج روك في كارولينا الشمالية خلال سنتها الدراسية الأولى والثانية.

## أعمالها المبكرة
عملت غادوين صحفية في ميامي هيرالد لمدة عام، وهو أوّل عمل لها بعد الجامعة، ثم قابلت وتزوجت وزميلها في العمل المصور دوغلاس كيندي خلال فترة قصيرة. تزوجا عام 1960 وتطلقا بعدها بعدة أشهر عام 1961. وفقاً لغادوين فقد عملت بجد، لكن قصصها كانت «منمقة» بشكل مبالغ فيه للنشر ثم طُردت. وفقاً للنقد الأدبي المعاصر فقد مزجت غادوين الكثير من الاهتمامات الإنسانية في قصصها، التي يُفترض أن تكون واقعية. بعد العيش مع والدتها لفترة قصيرة، انتقلت غادوين إلى لندن لتنأى بنفسها عن عمل وزواج فاشلَين.
عملت غادوين في لندن في خدمات السفر الأمريكية  التي تديرها سفارة الولايات المتحدة الأمريكية بين عامي 1961 و1965. قالت غادوين أنها كانت «موظفة استقبال محترمة» وقد كانت تقرأ الكتب سراً أثناء العمل. ساعدها ابن عمها الذي كان عمدة ويفرفيل في كارولينا الشمالية في الحصول على وظيفة. أكملت غادوين رواية بعنوان غل كي  Gull Key بينما كانت  تعمل في السفارة. ركّز كتابها -مثل العديد من أعمالها المبكرة- على شخصية أنثوية تستكشف ما إذا كان الزواج وكونها والدة هو ما تريده لنفسها. رفض العديد من الناشرين الرواية، وفُقدت المخطوطة عندما أرسلت غادوين النسخة الوحيدة منها للناشر الذي ترك العمل دون إعادتها لها.
درست غادوين مقرراً أثناء وجودها في إنجلترا في الكتابة الإبداعية في معهد أدب المدينة، حيث التقت زوجها الثاني، الطبيب النفسي إيان مارشال. تزوجا بعدها بشهرين، لكن لم يستمر الزواج إلا فترة قصيرة وتطلقا في 1966. بعد انفصالهما، عادت غادوين إلى الولايات المتحدة الأمريكية. شغلت منصب متقصية حقائق في نيويورك في سن التاسعة والعشرين لصالح ساترداي إيفنينغ بوست. قالت إنّ الوظيفة كانت محرجة؛ لأنها أرادت أن تكون كاتبة بدلاً من تقصي الحقائق عن عمل الآخرين.
توفي في هذه الفترة عم غادوين تاركاً لها ميراثاً قدره 5000 دولار. استخدمت المال من أجل التقدم إلى ورشة عمل للكتاب في أيوا، وبعد قبولها، انتقلت من نيويورك إلى أيوا. التقت غادوين هناك بأستاذها ومرشدها المستقبلي كورت فونيغوت في أيوا، عملت غادوين مدربة أثناء حصولها على شهادتي الماجستير والدكتوراه من نفس الجامعة عامي 1968 و 1971 على التوالي. بدأت بتدريس الدراما اليونانية قبل حصولها على وظيفة في تدريس الأدب. كتبت ثلاث روايات حتى بلوغها سن الثلاثين، ولكن لم تتمكن من نشر أيّ منها.

## روابط خارجية
- غيل جودوين على موقع الموسوعة البريطانية (الإنجليزية)
- غيل جودوين على موقع إن إن دي بي (الإنجليزية)